# کاسترینیانو دل کاپو
کاسترینیانو دل کاپو (به ایتالیایی: Castrignano del Capo) یک کومونه در ایتالیا است که در استان لچه واقع شده‌است.

## خصوصیات
کاسترینیانو دل کاپو ۲۰٫۲۷ کیلومترمربع مساحت و ۵٬۴۱۵ نفر جمعیت دارد و ۱۲۱ متر بالاتر از سطح دریا واقع شده‌است.